# 92-й мотострілецький полк (РФ)
92-й мотострілецький  Сестрорецький Червонопрапорний полк є частиної 201-ї військової бази Збройних сил у Росії у Таджикистані. Розташована у столиці Таджикистану Душанбе.
Умовна назва в/ч 31691.

## Структура
- управління,
- 3 мотострілецькі батальйони,
- танкова рота,
- гаубичний самохідно-артилерійський дивізіон,
- зенітний ракетно-артилерійський дивізіон,
- розвідувальна рота,
- інженерно-саперна рота,
- рота управління (зв'язку),
- рота РХБЗ,
- рота матеріального забезпечення,
- медична рота,
- комендантський взвод.

## Озброєння
На озброєнні полку:
- 9 од. Т-72Б1,
- 120 од. БТР-82А,
- 18 од. 120-мм мінометів 2С12 "Сані",
- 18 од. 122-мм сг 2С1 "Гвоздика",
- 4 од. БМ 9А34 (35) "Стріла-10",
- 4 од. ЗСУ 23-4 "Шилка".